# Meilleurs handballeurs de l'année
Les meilleurs handballeurs de l'année sont désignés à l'issue de chaque compétition, chaque année ou chaque saison, récompensant les meilleurs joueurs et joueuses du handball national ou international.
Parmi l'ensemble des récompenses internationales, on trouve notamment :
- Meilleur handballeur mondial de l'année
- Jeux olympiques
  - Meilleures handballeuses aux Jeux olympiques (F)
  - Meilleurs handballeurs aux Jeux olympiques (M)
- Championnats du monde
  - Meilleures handballeuses aux Championnats du monde (F)
  - Meilleurs handballeurs aux Championnats du monde (M)
- Championnats d'Europe
  - Meilleures handballeuses aux Championnats d'Europe (F)
  - Meilleurs handballeurs aux Championnats d'Europe (M)
- Entraîneur

Parmi l'ensemble des récompenses nationales, on trouve notamment :
- Allemagne (M+F)
- Argentine (M)
- Belgique (M)
- Belgique (F)
- Croatie (M+F)
- Danemark (M+F)
- Espagne (M)
- France (M+F)
- Hongrie (M+F)
- Roumanie (M+F)
- Suède (M+F)
- Suisse (M+F)
- Tchéquie (M+F)